# Abdelmalek Ramdane
Abdelmalek Ramdane (en arabe : عبد المالك رمضان), ex-Ouillis, est une commune côtière de la wilaya de Mostaganem en Algérie.

## Toponymie
Le nom ancien de la localité Ouillis vient du berbère, de la racine [WLS] et signifie "la terre sombre". Le nom actuel de la commune Abdelmalek Ramdane est un hommage rendu à la mémoire du chef nationaliste du FLN de même nom, tué le 4 novembre 1954, par l'armée française durant la Guerre d'Algérie et membre du Groupe des 22 ayant déclenché la lutte armée pour l'indépendance de l'Algérie. 

## Géographie
La commune Abdelmalek Ramdane est située au centre de la wilaya de Mostaganem, sur la côte méditerranéenne.

### Routes
La commune d'Abdelmalek Ramdane est desservie par la RN11 (Route d'Oran).

## Histoire
Avant l'indépendance de l'Algérie en 1962, la commune s'appelait par son nom berbère Ouillis [ⵡⵉⵍⵉⵙ].

## Démographie
Selon le recensement général de la population et de l'habitat de 2008, la population de la commune d'Abdelmalek Ramdane est évaluée à 13 607 habitants contre 12 577 en 1998.